# KVC Houtem-Oplinter
KVC Houtem-Oplinter is een Belgische voetbalclub uit Sint-Margriete-Houtem. De club is aangesloten bij de KBVB met stamnummer 6831 en heeft paars en wit als kleuren.

## Geschiedenis
Vlug en Vrij Houtem werd opgericht in 1965 en sloot zich aan bij de Belgische Voetbalbond. Men ging er in de provinciale reeksen spelen. VV Houtem bleef er twee decennia op het laagste niveau spelen, tot men in 1985 promoveerde naar Derde Provinciale. In 1990 promoveerde men al verder naar Tweede Provinciale.
De volgende decennia bleef VV Houtem met wisselende succes in tweede provinciale spelen, en bereikte uiteindelijk ook eerste provinciale, het hoogste provinciale niveau. Het verblijf in eerste provinciale was telkens van korte duur en VV Houtem ging zo regelmatig heen en weer tussen Eerste en Tweede Provinciale. Zo kende men in 1998, 2002, 2010 en 2013 telkens een promotie naar Eerste Provinciale.
In 2017 fusioneerde de club met Arsenal Oplinter, een tweedeprovincialer uit buurtdorp Oplinter en veranderde de naam in KVC Houtem-Oplinter.